# Chant à bouche fermée
Le chant à bouche fermée est une technique vocale.

## Quelques exemples
- dans l'opéra Carmen (1875) de Georges Bizet
- dans l'acte II de l'opéra Madame Butterfly (1904) de Giacomo Puccini
- dans le ballet  Daphnis et Chloé (1912) de Maurice Ravel
- à la fin du Dominical (1912) de Paul Ladmirault
- vocalise finale de la 2e mélodie des Quatre poèmes hindous (1914) de Maurice Delage
- dans la Symphonie no 3 « Chant de la nuit » (1916) de Karol Szymanowski
- dans Chanson à bouche fermée (1933) et Fantaisie pour chœur à bouche fermée (1935) de Jehan Alain
- dans la chanson interprétée par Germaine Montero dans le film Partie de campagne (1936) de Jean Renoir
- dans Bachianas brasileiras no 5 (1938) du compositeur brésilien Heitor Villa-Lobos
- dans la musique composée par Georges Auric pour le film La Belle et la Bête (1946) de Jean Cocteau
- dans des chansons de Léo Ferré telles que L'Affiche rouge ou Je chante pour passer le temps (in Les Chansons d'Aragon, 1961) et La Servante au grand cœur (in Léo Ferré chante Baudelaire, 1967)
- dans des chansons de Georges Brassens telles que La Fille à cent sous (in Le temps ne fait rien à l'affaire, 1961) et Les Copains d'abord (in album homonyme, 1964)
- dans « Quam dilecta tabernacula tua » in La Transfiguration de Notre Seigneur Jésus-Christ (1969) d'Olivier Messiaen